# Renato Dirnei Florêncio
Renato Dirnei Florêncio Santos (Santa Mercedes, 15. svibnja 1979.), poznatiji i kao Renato, je brazilski umirovljeni nogometaš.
Renato većinom igra na poziciji polušpice te ga odlikuje igra glavom na malom prostoru a većinu svoje karijere je proveo u španjolskoj Sevilli. U reprezentaciji Brazila je proveo dvije godine te je u tako kratkom razdoblju s Cariocama osvojio dva trofeja: Copu Américu 2004. i Kup konfederacija 2005.

## Karijera

### Klupska karijera
Igrač je rođen u mjestu Santa Mercedes u saveznoj državi São Paulo. Nakon karijere u Guaraniju i Santosu, Renato je 2004. prodan španjolskoj Sevilli. Za novi klub je debitirao 29. kolovoza iste godine protiv Albacetea. U igru je ušao na početku drugog poluvremena te je već nakon jedne minute provedene na terenu zabio gol (ujedno i jedini te pobjednički gol).
U razdoblju od 2005. do 2007. Renato je za klub odigrao 16 utakmica u Kupu UEFA. U tom vremenu Sevilla je osvojila dva uzastopna naslova pobjednika tog natjecanja (2006. i 2007.).
U sezoni 2008./09. igrač je odigrao 32 utakmice španjolskog prvenstva te je zabio osam golova. Te sezone Sevilla je završila na trećem mjestu La Lige. Neki od značajnijih Brazilčevih golova bili su u pobjedama protiv Real Madrida (4:3 u gostima) i Villarreala (1:0 kod kuće).
Tijekom sljedeće sezone igrač je skupio 33 prvenstvena nastupa a klub je završio kao četvrti na tablici. Na utakmici protiv Real Madrida, Renato je ponovo zabio za konačnu pobjedu (2:1).
26. svibnja 2011. Renato je dogovorno raskinuo ugovor s klubom te se vratio u Brazil gdje je potpisao za Botafogo na tri godine.

### Reprezentativna karijera
Renato je za Brazil debitirao 2003. a tadašnji izbornik Carlos Alberto Parreira ga je uvrstio na popis reprezentativaca za dva turnira: Copu Américu 2004. i Kup konfederacija 2005. Igrač je s reprezentacijom osvojio oba turnira dok je na potonjem odigrao svih pet utakmica.

## Osvojeni trofeji

### Klupski trofeji
| Klub       | Trofej              | Sezona / godina |
| Brazil     | Brazil              | Brazil          |
| ---------- | ------------------- | --------------- |
| Santos     | Brazilsko prvenstvo | 2002.           |
| Santos     | Brazilsko prvenstvo | 2004.           |
| Španjolska |                     |                 |
| Sevilla    | Kup UEFA            | 2005./06.       |
| Sevilla    | Superkup Europe     | 2006.           |
| Sevilla    | Kup UEFA            | 2006./07.       |
| Sevilla    | Španjolski kup      | 2007.           |
| Sevilla    | Španjolski Superkup | 2007.           |
| Sevilla    | Španjolski kup      | 2010.           |
| Brazil     |                     |                 |
| Santos     | Taça Rio            | 2012.           |

### Reprezentativni trofeji
| Trofej            | Godina |
| Brazil            | Brazil |
| ----------------- | ------ |
| Copa América      | 2004.  |
| Kup konfederacija | 2005.  |

### Individualni trofeji
| Klub     | Trofej                     | Godina |
| Brazil   | Brazil                     | Brazil |
| -------- | -------------------------- | ------ |
| Botafogo | Bola de Ouro Srebrna lopta | 2003.  |

## Vanjske poveznice
- Profil igrača na web stranicama Seville FC[neaktivna poveznica]
- National Football Teams.com
- BDFutbol.com
- Profil i statistika igrača na Football Data Base.com